# ال آگوئیلا (واله دل کائوکا)
ال آگوئیلا (انگلیسی: El Águila, Valle del Cauca) نام شهری در کشور کلمبیا است.